# Taaningichthys
A Taaningichthys a sugarasúszójú halak (Actinopterygii) osztályának Myctophiformes rendjébe, ezen belül a gyöngyöshalfélék (Myctophidae) családjába tartozó nem.

## Rendszerezés
A nembe az alábbi 3 faj tartozik:
- Taaningichthys bathyphilus (Tåning, 1928)
- Taaningichthys minimus (Tåning, 1928)
- Taaningichthys paurolychnus Davy, 1972